# Liberato
Liberato (napolitain : [libːəˈrɑːtə]; italien : [libeˈraːto]), né à Naples, est un chanteur et rappeur italien dont la véritable identité est anonyme,.
Ses paroles sont principalement écrites en napolitain, bien qu'il inclue souvent des mots ou des phrases entières en italien, anglais, espagnol ou français.

## Biographie

### Début et premier album (2017-2019)
La carrière de Liberato débute le 14 février 2017 avec la publication de son premier single Nove maggio sur sa chaîne YouTube. Dès le lendemain, la chanson est également disponible au format numérique sur les plateformes de streaming, où elle rencontre un succès considérable tant auprès de la critique spécialisée que du grand public. Le 9 mai de la même année, toujours sur la chaîne YouTube de l'artiste, sort le clip du deuxième single du chanteur Tu t'e scurdat'' e me, mis en ligne sur les plateformes numériques le 17 mai. Dans cette vidéo la figure de Liberato lui-même apparaît également pour la première fois. L'année 2017 se termine avec la publication de Gaiola portafortuna le 19 septembre sur YouTube, suivie de sa mise à disposition sur les services de streaming musical trois jours plus tard. Cette date de publication revêt une double signification : elle coïncide à la fois avec la fête de Saitn Janvier, saint patron de Naples, et avec l'anniversaire du massacre de Castel Volturno, où la Camorra a assassiné six immigrants africains.
Le 20 janvier 2018, la vidéo de Me staje appennenn' amò a été publiée sur YouTube et lancée sur les plateformes de streaming numérique le 12 juin suivant. Un accent particulier est mis sur les questions LGBT dans le clip. Après plusieurs mois d'absence sur les réseaux sociaux, quelques minutes avant la date symbolique du 9 mai 2019, Liberato dévoile son premier album éponyme, Liberato, composé de onze titres, dont cinq inédites, ainsi qu'une nouvelle versione de Gaiola portafortuna intitulée Gaiola, interprétée en voix et piano. Les chansons inédites de l'album sont accompagnées d'une série vidéo de cinq épisodes intitulée CRV (Capri Rendez-Vous).

### Ultras(2020-2021)
En 2020, Liberato compose la bande-son du film Ultras (it), diffusé sur Netflix et dans une sélection de salles de cinéma. Le 23 mars, il publie sur les plateformes de streaming l'album Ultras, qui contient les morceaux qui forment la toile de fond du film éponyme. À la création de ces chansons, il collabore avec 3D (pseudonyme de Robert Del Naja, membre de Massive Attack) et Gaika (en). Par la suite, Liberato annonce un concert au Mediolanum Forum de Milan, initialement prévu pour le 25 avril 2020. Face à l’épuisement des billets, une deuxième date est ajoutée pour le 26 avril. Cependant, en raison de la pandémie de Covid-19, les deux concerts sontd'avord reportés, puis fusionnés en un suele date, le 9 septembre 2022, puis déplacés à une seule date, organisée le 9 septembre 2022 à l'Hippodrome de San Siro dans le cadre du festival Milano Rocks, rassemblant 30 000 spectatuers,,.
Le 9 mai 2021, le single E te veng' a piglià est publié, suivi le 22 juin de Chiagne encore, une chanson de Ghali sur laquelle Liberato et J Lord (it)ont collaboré vocalement.

### Liberato II(2022-2023)
Le 9 mai 2022, Liberato sort son deuxième album intitulé Liberato II, composé de six chansons inédites et d'une reprise électronique de la tarentelle Cicerenella. Pour chaque morceau de l'album, un clip a été réalisé et publié sur la chaîne YouTube de l'artiste. La sortie a été accompagnée du clip de la chanson Partenope, réalisé par Francesco Lettieri (it), avec la participation de la danseuse Tonia Laterza et de l'acteur Giacomo Rizzo (it). Les autres six chanson de l'album sont accompagnées par visuel.
Le 20 juillet 2022, il a organisé un concert gratuit à Procida en collaboration avec la marque de pasta Voiello, appelé Miez 'o mare.
Le 3 mars 2023, il sort la chanson 'O Dj (Don't Give Up), bande originale du film Mixed by Erry réalisé par Sydney Sibilia (it). À la même époque, il annonce une tournée européenne avec des dates à Berlin, Paris, Londres et Dour durant l'été 2023, avant de conclure par un triple concert  sur la Piazza del Plebiscito de Naples en septembre.
Lors de son apparition au stade Diego-Armando-Maradona après la troisième victoire du Scudetto du Napoli, le chanteur anonyme a présenté une version piano de sa chanson 'O core nun tene padrone, ainsi que d'autres morceaux. Cette versione a été publiée le 9 mai suivant à 19h26 (en référence au 1926, année de fondation de l'équipe).

### Il segreto di Liberato(2024)
Le 9 avril 2024, Liberato annonce Il segreto di Liberato, un documentaire mêlant prises de vue réelles et animation, réalisé par Francesco Lettieri, Giorgio Testi, Giuseppe Squillaci et LRNZ, avec la participation de Be Water Film, Netflix et Red Private. L'avant-première du film a lieu le 9 mai 2024 à Naples.
Aussi le 9 mai la chanson Lucia (Stay with Me), bande originale du film Il segreto di Liberato, est publiée sur les plateformes de streaming.

## Identité
Depuis le début de sa carrière, Liberato a choisi de préserver un anonymat total, maintenant ainsi une confidentialité maximale sur sa vie privée. Dans l'une de ses rares interviews, accordée par courrier électronique au périodique musical Rolling Stone Italia, il a seulement déclaré qu'il était né à Naples et que son nom était Liberato, sans préciser s'il s'agissait d'un nom, d'un prénom ou d'un pseudonyme ; aucune de ces informations n’a jamais été confirmée par des sources tierces autoritaires ou par des documents officiels.
Il n'y a également aucune information certaine sur son âge. Cependat, Enrico Frattasio, l'un des frères sur la vie duquel est basé le film Mixed by Erry (it), a révélé dans une interview publiée en octobre 2023 qu'il avait échangé des messages avec le chanteur et que ce dernier aurait 32 ans à l'époque.
Grâce au film Il segreto di Liberato, on apprend que le chanteur a fréquenté le Liceo Genovesi de Naples, et qu'il a passé son adolescence dans le quartier historique de Materdei (it) (à Naples), et aussi à l'étranger, en quête de succès et de fortune. De plus, sa passion pour la musique est née grâce à son grand-père, Liberato. On ne sait rien de ses parents ni de son identité à l'état civil. De nombreuses théories ont été répandues sur l'identité du chanteur, mais aucune n'a été confirmée ni démentie.

## Discographie

### Albums
- 2019 : Liberato
- 2022 : Liberato II
- 2024 : Liberato III

### Bandes sonores
- 2020 : Ultras

### Singles
En tant qu'artiste principal
- 2017 : Nove maggio
- 2017 : Tu t'e scurdat' 'e me
- 2017 : Gaiola portafortuna
- 2018 : Me staje appennenn' amò
- 2018 : Intostreet
- 2018 : Je t'e voglio bene assaje
- 2020 : We Come from Napoli (avec. 3D & Gaika)
- 2020 : 'O core nun tene padrone (avec 3D) Co'Sang
- 2021 : E te veng' a piglià
- 2023 : 'O Dj (Don't Give Up)
- 2023 : 'O core nun tene padrone (1926 mix)
- 2024 : Lucia (Stay with Me)
- 2025 : Viennarì

En tant qu'artiste invité
- 2021 : Chiagne ancora (avec Ghali et J Lord)
- 2021 : Je 'o tteng e t'o ddòng' (avec Bawrut)
- 2024 : Sbagli e te ne vai (avec Co'Sang)

## Tournée
- 2023 : Tournamm' à cas'